# 柳生一族の陰謀
『柳生一族の陰謀』（やぎゅういちぞくのいんぼう）は、1978年の日本映画、及び同年から1979年までテレビ映画として放送された時代劇。
映画は主演：萬屋錦之介・千葉真一。監督：深作欣二。製作：東映株式会社・東映太秦映画村。カラー・ワイド・シネマスコープ。上映時間：130分。英語タイトルは『Shogun's Samurai』。（ ⇒ #映画）
テレビ映画はKTVの開局20周年記念番組として制作され、千葉真一の主演は変わらず、FNSにて1978年10月3日から翌1979年6月26日までの毎週火曜日22:00 - 22:54に全39話が放映された。英語タイトルは『The Yagyu Conspiracy』。千葉にとってテレビ時代劇初出演作品となった。（ ⇒ #テレビ映画）
このころ、小説・漫画の他メディアによる#派生作品も出版された。
30年後の2008年に#テレビ朝日版、2012年・2013年には#演劇で二部作が上演され、2020年にBSプレミアムで#NHK版、などのリメイクがされている。

## 映画
映画・演劇・テレビ界の豪華スター陣を結集し、東映が威信を賭けて時代劇復興を目指して12年ぶりに製作した巨篇。徳川幕府で発生した兄弟による三代将軍位争奪戦を基に、実在した歴史上の人物と史実をフィクションで織り交ぜ、権力に生きる柳生一族の存続を賭けた壮大なドラマは30億円の興行収入を上げ大ヒットした。配給収入では16億2100〜5000万円で同年の邦画配給収入3位になった。
公開翌年に開催された第2回日本アカデミー賞では、萬屋錦之介が優秀主演男優賞、千葉真一が優秀助演男優賞、野上龍雄・松田寛夫・深作欣二が優秀脚本賞、美術監督の井川徳道が優秀技術賞を受賞した。

### ストーリー
元和九年（1623年）、ニ代将軍・徳川秀忠が急死。公には食あたりとされた。通常なら長男・徳川家光が三代将軍に就くはずが、あざの風貌とどもりという体から、父・秀忠と母・崇源院於江与に疎まれていた。両親は眉目秀麗な次男・駿河大納言忠長を愛し、後継に据えようと目論み、これを尾張大納言義直の尾張・紀伊・水戸の御三家と筆頭老中・土井大炊頭利勝ら老臣一派が期待・支持していた。この動きに対し、若手老中の松平伊豆守信綱や家光の乳母で大奥に威勢を張る春日局ら一派は、家光を推してゆずらなかった。後継将軍争いには幕府の権威失墜を期待する京都宮中の一派らの思惑も絡み、大坂夏の陣以来十余年の安定に馴れた天下は、ここに再び動乱の兆を見せ始めていたのである。
大炊はお毒見役の死と併せ、秀忠の死に疑念を抱き、渡辺半蔵らに霊廟の遺体から証拠となる胃袋を取り出すよう命じたが、同様な疑いを持っていた家光の剣術指南役・柳生但馬守宗矩が次男・柳生左門友矩、三男・柳生又十郎宗冬、末娘・柳生茜らを向かわせ、証拠を奪い返されてしまう。胃から毒を検出した但馬は伊豆と春日の謀と推し量り、来るべく暗闘に備え、武者修行で旅する長男・柳生十兵衛三厳を呼び戻し、所領回復を悲願とする根来左源太率いる根来衆にも加勢を要請する密書を送っていた。
登城すると但馬は伊豆と春日を問い詰め、その陰謀を聞き出す。その後、この場に呼び出された家光は「秀忠が家光を廃嫡し、忠長を将軍に据えようとしたので、守るために先手を打って毒殺した」と聞かされた。驚愕の真相に一旦は「将軍位には就けない」と拒み、但馬・伊豆・春日を罰しようとするが、将軍の権威と宿命を諭す但馬に説き伏され、彼らと共にあらゆる手を使ってでも将軍になろうと決意する。
一方、忠長は家光を押しのけてまで、将軍となることに消極的だった。しかし大炊から父の死の疑念を聞かされ、事の大きさと天下万民安寧のために、大炊と共に家光と面会し、秀忠の遺体を検めるべきだと具申する。これに対し家光と伊豆・春日は毒殺を取るに足らない噂と否定し、家光は「御遺体を検めるのは嗣子として認めない」と言明。忠長と大炊は謀殺を確信し、忠長は家光と将軍争いすると決め、崇源院を連れ、駿府藩へ帰国。大炊も「病気保養」で暇を申請し、老中を退き、幕府を去った。家光は対抗策として伊豆を筆頭老中に、但馬を大目付に据えた。
伊豆・春日は、十兵衛・左門を護衛につけて京へ上り、家光への将軍宣下を朝廷へ促すが、窓口の九条関白道房、三条大納言実条、烏丸少将文麿らは「兄弟が仲直りすることが宣下の条件」と繰り返すばかり。朝廷は家光（江戸）と忠長（駿河）のどちらにも肩入れしないと表面上、装っていた。
徳川兄弟の争いは世間に知れ渡り、駿河藩には仕官目的の浪人が集まり出す。その中には大坂の陣で活躍した天野刑部もおり、藩内には不穏な空気が漂い、潜入していた根来衆は江戸の但馬に逐一報告していた。駿河の侍大将・別木庄左衛門は江戸へ付け入る口実を与えぬよう、浪人たちを追い出そうとする。忠長は愛人・出雲の阿国の念仏踊りを観覧する会に義直、三条、烏丸を招待し、併せて江戸の動向と対策を練る。大炊は忠長と伊達政宗の息女・牟宇姫との縁組をまとめ、北の備えを万全にし、長州の毛利、加賀の前田を味方にしようと旅支度をする。忠長は大炊が戻ってきたら、江戸と雌雄を決すると宣言。そして柳生と同門の小笠原玄信斎を雇い、将軍家剣法指南役を条件に家光と但馬の抹殺を命じた。
土井大炊の暗殺を父から命じられた左門・茜は根来衆と合流し、駿府城から出てきた大炊一行を襲撃。そこに居合わせた烏丸がさえぎり、左門は斬殺された。茜は兄の仇と大炊を討つ決意をし、遺髪を江戸へ送り、ハヤテ経由で仔細を但馬に報告。十兵衛は烏丸が剣の達人であったことに驚きながら、茜ひとりでは負担が大きいと向かう準備をする。この時、玄信斎は柳生屋敷へ忍び込んでいた。十兵衛と斬り合い、その左目を失明させるが、自身も左腕に重傷を負い、柳生屋敷から退散した。玄信斎は役者になっていた義理の息子・雪之丞を自分に代わり、家光の暗殺をさせようと大奥へ潜入させる。侍女に化けた雪之丞は家光を襲うが、護衛についていた根来衆のくノ一・マンが阻み、但馬が討ち取った。
左目に眼帯をした十兵衛は但馬と又十郎に家光の警護をまかせ、茜の救援に向かう。十兵衛、茜、左源太、ハヤテら根来衆は身延道を行く大炊一行を待ち伏せ、襲う。茜が大炊と刺し違えて討ち取るが、この戦いでは左源太が半蔵に斬られ、死亡した。家光は左門と茜の死を但馬に詫びるが、但馬は「将軍として未熟」と逆に叱責する。家光は更に非情となっていく。
但馬は朝廷が将軍宣下を遅らせているので、十兵衛を京都に遣わす。京都では九条、三条、烏丸が帝に、江戸と駿河とつかず離れずの関係を装いながら、兄弟対立を煽り、徳川幕府の弱体化と王政復古を果たすと報告。宮中一の切れ者の烏丸自身が不満を抱く薩摩・長州など西国諸藩をまとめようと詔勅を持って下向。これを十兵衛は待ち伏せし、烏丸と一騎打ちをして討ち取り、左門の仇討ちも果たした。
武士恐るべしと動揺した朝廷は、江戸へ下らせた三条大納言に「兄弟対立を煽ったり、西国諸藩に錦旗を掲げさせ、幕府転覆を図っている」という風評は、根も葉もない噂と弁明させる。これに付け込んだ但馬は、家光自ら帝に謝罪し、その上で将軍宣下を承ると三条の言質を取ってしまった。これを知った忠長は、地の利を活かし、家光より先に上洛し、主上の前で理非を正すと家臣に説明。別木庄左衛門は供揃えなど諸事万端整えてあり、いつでも出立できると具申する。
駿府城下に集まっていた浪人集団には、阿国の踊りで常に笛を吹く名護屋山三郎の姿もあった。阿国を好いていた山三郎は忠長を諦めきれない阿国を見て、今一度立身出世を目指し、阿国と別れたのだ。ところが忠長は戦をしないという風聞が流れ、浪人たちは出世の道が開けないとイライラしだす。そんな状況を狙って、忠長の家来に化けた又十郎と根来衆が、天野刑部と浪人たちに五十丁の鉄砲を手渡していた。そして忠長の命と称し、表立って兵は出せないが、家光・三条の行列を襲うよう、伝える。手柄を立て、仕官を夢見る浪人たちの心理を煽る但馬の謀略であった。
家光・三条一行が三島を出立した同時刻、忠長一行も駿府城を出発していた。家光・三条一行が駿河国・黄瀬川に足を踏み入れると、血気盛んな天野隊が襲撃。家光の籠に襲い掛かる山三郎と浪人たちだが、中に家光は乗っておらず、罠と気づく。その時、又十郎が指揮する鉄砲隊が天野隊を次々と返り討ちにしていた。三条は護衛されず放置され、天野隊の浪人に刺殺されていた。但馬は襲撃者が一人も生きていないか、念入りに又十郎に確認させる。京都へ向かう忠長一行はこの暴挙を知り、駿府へあわてて引き返す。小田原城に居た家光は「忠長の暴挙による勅使殺害は、天人ともに許し難く、忠長と一戦も辞さず」と諸大名へ檄を飛ばし、自分へ味方するよう要請するが、全て但馬の企みどおりとなった。
打つ手がない忠長は籠城を余儀なくされていたが、密かに訪れた義直は忠長に味方する大名はいないとを諭し、開城を促した。忠長は弐万の家臣のために無条件開城を受け入れるが、この不条理に納得がいかない別木は、忠長と主従の縁を切り、単身で包囲隊に立ち向かい、凄惨な討ち死をする。
忠長は上州高崎に配流され、そのころ役割を終えた根来衆は柳生の庄・黒谷へ戻り、十兵衛は亡くなった根来衆を弔った後、奉公を拒み、武者修行と称し、再び旅立っていく。家光の天下に帰したかに見えたが天野隊で唯一生き残り、盲目となった山三郎は阿国に付き添われて名古屋城へ向かう。忠長の助命嘆願で義直を訪ねた阿国は山三郎に、黄瀬川の襲撃は忠長を陥れる陰謀と直訴させた。山三郎は鉄砲を配った者たちに根来佐源太の下人がいて、不審に思い、調べると、かつて駿河藩に根来衆が雇われた形跡は全く無いと言上した。
義直は紀伊・水戸の御三家と共に伊豆・但馬を呼び出し、山三郎の訴えを両名に詰問する。しかし但馬は「根来衆と関りはない」と全否定。この回答に納得がいかぬ義直は今一度調べ、忠長が無実と判明した暁には御三家の威信をかけ、事の理非を正すと宣言。不安に駆られる伊豆を押しとどめ、但馬は全てを闇に葬るため、又十郎に生き残りの根来衆を抹殺するよう命じた。但馬自身は高崎へ向かい、忠長へ切腹を申し渡す使者となっていた。忠長が死ぬと、阿国も殉死、山三郎は見届けた但馬を罵る。この時、玄信斎が現れたので、場を替えて但馬と対決。但馬は一刀両断で玄信斎を倒した。
又十郎は門人を引き連れて根来衆が住む山あいへ向かい、女子供も含め容赦なく殲滅する。放浪の旅から戻ってきた十兵衛は、根来衆が住んでいた里の惨劇に驚いて落涙する。生き残ったハヤテやマンは泣きながら、又十郎らに襲われた顛末を訴えた。根来衆を家族同様に大事にしていた十兵衛にとって、但馬の所業は許せぬものだった。
江戸城大広間では家光が将軍宣下を受けていた。その後、家光は独りになると、秀忠の仏前に「これまでの私情無用の所業を後悔をしていない」と語りかけていた。その居室に十兵衛が推参する。但馬は城内の道場で家光が三代将軍に就いた感慨に浸っていた矢先、十兵衛が現れる、訝しがる但馬に十兵衛は「こんなもののために左門や茜、根来衆は死なねばならなかったのか！？」と問い詰める。そして「おれもあなたの、父上の、大切な夢をぶち壊したぁ！」と言い放つやいなや、編笠に隠していた家光の首を放り投げる。「おのれぇー！」と怒り心頭に発した但馬は、十兵衛を叩き斬ろうと刀を掴む。が、いち早く十兵衛は宗矩の右手首を一刀両断。何事もなかったかのように去っていく十兵衛。但馬はまだ信じられず、家光の首に「上様ぁ～！三代将軍様ぁ～!」と錯乱しながら呼びかける。ほどなく家光を探しに来た伊豆や春日ら陪臣らは、残った左手で御首を抱きかかえる但馬をみて、驚愕し泣き叫びだす。ふらふらと歩き出した但馬は「お騒ぎあるな。何事も起こってはおらん。これは夢でござる。かかる悪夢に惑わされてはならん。今日（こんにち）、この日、この只今、徳川の天下（てんが）は大盤石の重きについた。斯様なことのあり得ようはずがござらん。夢だ、夢だ、夢だ夢だ夢だ〜、夢でござ〜る！」と叫び、一同を静まらせようとしていた。
「家光の首が落ちた」と、徳川公式文書には記されていない。しかし支配者への反逆は、歴史には記載されないことが多いのである。

### 出演
※クレジットタイトル表記順で、役名はパンフレットに則る。
主演
- 萬屋錦之介 - 柳生但馬守宗矩
- 千葉真一 - 柳生十兵衛三厳

助演（クレジットで役名表記あり）
- 松方弘樹 - 徳川家光
- 西郷輝彦 - 駿河大納言忠長
- 大原麗子 - 出雲の阿国
- 原田芳雄 - 名護屋山三郎
- 志穂美悦子 - 柳生茜
- 工藤堅太郎 - 柳生又十郎宗冬
- 矢吹二朗 - 柳生左門友矩
- 室田日出男 - 根来左源太
- 真田広之 - ハヤテ
- 浅野真弓 - マン
- 中谷一郎 - 天野刑部
- 丹波哲郎 - 小笠原玄信斎
- 高橋悦史 - 松平伊豆守信綱
- 夏八木勲 - 別木庄左衛門
- 成田三樹夫 - 烏丸少将文麿
- 中原早苗 - 春日局
- 金子信雄 - 九条関白道房
- 芦田伸介 - 土井大炊頭利勝
- 山田五十鈴 - 崇源院於江与
- 三船敏郎 - 尾張大納言義直

助演（クレジットで役名表記無し）
- 梅津栄 - 三条大納言実条
- 大塚剛 - ヒラクチ
- 曽根晴美 - 髭
- 岩尾正隆 - 蓬髪
- 小林稔侍 - 片禿
- 林彰太郎 - 朝倉筑後守宣正
- 汐路章 - 久能美作守重吉
- 田中浩 - 渡辺半蔵
- 成瀬正 - 浪人B
- 唐沢民賢 - 浪人A
- 西田良 - 忠長一行の伝令
- 野口貴史 - マガリ
- 高月忠 - エンコ
- 原田君事 - 土井の家臣
- 片桐竜次 - シオタレ
- 宍戸大全とそのグループ[注釈 2]
- ジャパンアクションクラブ
- 鈴木康弘 - 鳥居土佐守成次
- 白川浩二郎 - 狼人Ｃ
- 畑中猛重 -
- 吉澤高明 -
- 那須伸太朗 -
- 毛利清二 -
- 勝野賢三 - 勘三郎の付人
- 五十嵐義弘 -
- 阿波地大輔 - 侍
- 高並功 - 忠長の近習
- 木谷邦臣 - 土井の家臣
- 藤沢徹夫 - 土井の家臣
- 白井滋郎 -
- 司裕介 -
- 志茂山高也 -
- 笹木俊志 - 木村助九郎
- 寺内文夫 -
- 友金敏雄 -
- 林三郎 -
- 大野栄次 -
- 池田譲治 -
- 小峰一男 -
- 小坂和之 -
- 細川純一 -
- 西山清孝 -
- 大矢敬典 -
- 峰蘭太郎 -
- 鳥巣哲生 -
- 矢部義章 -
- 松本泰郎 -
- 福本清三 - フチカリ
- 藤長照夫 -
- 奈辺悟 -
- 壬生新太郎 -
- 波多野博 -
- 森源太郎 -
- 山田良樹 -
- 疋田泰盛 -
- 浪花五郎 -
- 藤川弘 -
- 岡嶋艶子 -
- 大江光 -
- 和歌林三津江 -
- 紅かおる -
- 桂登志子 -
- 林三恵 -
- 楠三千代 -
- 丸平峯子 -
- 三谷真理子 -
- 富永佳代子 -
- 星野美恵子 -
- 中村富十郎 - 猿若勘三郎
- 中村米吉 - 猿若雪之丞
- 角川春樹 - 安藤右京之輔重長
- 水野晴郎 -
- 佐藤純彌 - 小室喜兵衛
- 鈴木瑞穂 - ナレーター

ノンクレジット
- 中村時之介 - 徳大寺右大将
- 田口直也 - 徳川秀忠

### スタッフ
※クレジットタイトル表記順。
- 製作 - 東映株式会社・東映太秦映画村
- 企画 - 高岩淡・三村敬三・日下部五朗・松平乗道
- 脚本 - 野上龍雄・松田寛夫・深作欣二
- 撮影 - 中島徹
- 照明 - 北口光三郎
- 録音 - 満口正義
- 編集 - 市田勇
- 音楽 - 津島利章
- 美術 - 井川徳道
- 監督補 - 土橋亨
- 記録 - 田中美佐江
- 装置 - 稲田源兵衛
- 装飾 - 栄田澄臣
- 背景 - 平松敬一郎
- スチール - 都筑輝孝
- 宣伝担当 - 佐々木嗣郎・田中憲吾
- 衣裳 - 轟護
- 美粧結髪 - 東和美粧
- 演技事務 - 森村英次
- 擬斗 - 上野隆三・菅原俊夫
- 和榮 - 中本敏生
- 進行主任 - 俵坂孝宏
- 協力 - 東映俳優センター
- 協力 - ソニーチバ エンタープライズ
- 舞踊振付 - 藤間勘五郎・河上五郎
- 監督 - 深作欣二

### 受賞
第2回日本アカデミー賞
- 優秀主演男優賞 - 萬屋錦之介
- 優秀助演男優賞 - 千葉真一
- 優秀脚本賞 - 野上龍雄・松田寛夫・深作欣二

### 製作

#### 経緯
1970年半ば、邦画では東宝や角川映画の大作が成功しており、東映も後追いするが失敗。ヤクザ映画もネタ切れし、万事休すとなっていた。東映京都撮影所（以下、京撮）で久しぶりに時代劇を復活させたいと目論んでいた高岩淡は、『浪人街』の製作に頓挫。別の時代劇を検討している矢先、千葉真一は「時代劇をやりたい」と柳生十兵衛を演じ、本作のベースとなる企画『裏柳生』を、深作欣二へ提出していた。深作はテレビ時代劇『必殺仕掛人』を既に演出していたが、映画でこれまで手掛けていない時代劇を撮りたいと想いがあり、日下部五朗と共に新しい時代劇映画を模索していた。
そんな折、高岩・日下部・深作は岡田茂から「久々に時代劇をやろう。ヤクザ映画も行き詰ったしな。山本薩夫の『忍びの者』みたいな忍者映画を考えたらどうや？」と渡りに舟の提案をされる。このときのやりとりを日下部は岡田や深作とパーディーで立ち話をしていたら、「久しぶりに時代劇はどうやろ。千葉真一で忍者ものなんかどうかなあ」「単発で現代ものをやるより可能性があるかもしれない」「いっそ『仁義なき戦い』を時代劇にしてしまえばいい」という話になり、「あれこれ企画を煮詰めていくうちに忍者ものより幅が広がり、『柳生一族の陰謀』になって動き出した」と述べている。高岩は1977年3月に岡田から「いよいよ時代劇をやろうか。『柳生十兵衛』とか、忍者ものなんかいいんじゃないか」と言われ、「白土三平の『カムイ伝』なんか面白いんじゃないかと考えていたが、とにかく時代の背景を大きくしようということで本作は進んだ」と答えている。

#### 骨子
高岩淡・深作欣二・日下部五朗に松平乗道が加わり、企画会議が開かれた。彼らは岡田茂の言う忍者映画を今更やるのはおもしろくないと考え、日下部から時代劇で『仁義なき戦い』のような陰謀と裏切りが錯綜する抗争を繰り広げる、松平からは徳川三代将軍の兄弟争いとそれぞれ提案された。家光を将軍にするために暗躍する柳生宗矩を悪の主人公に、父の下で働きながらその非情さに怒って最後には裏切る柳生十兵衛を善の主人公にしながら、その頃の歴史上の人物が入り乱れる構成にしようと決定。ラストをどうするかで紛糾したが、日下部は「悪い奴には死んでもらうしかない」、「父に怒った十兵衛が、将軍となった家光の首を飛ばす」とアイデアを出した。こうして前代未聞の大どんでん返しの結末が出来上がり、本作の骨格が固まる。『ゴッドファーザー』の「マフィアが言うことを聞かない相手の愛馬の首を斬り、彼が起床するとベッドにその首が血まみれで包まれてる」という内容が日下部は大好きで、前年の『日本の首領』で取り入れていたものの、そのシーンを物足りなく思っていた。「（宗矩にとって）最も大切なもの（家光）の首が飛ぶからおもしろい。これくらいのことをやらないと、今の客は驚かない」と日下部は主張し、言われた深作も「あれだけ魑魅魍魎が出てくると、それぐらいのエンディングでないと収まりがつかない」と述べている。
本作に乗り気満々の深作欣二は『ドーベルマン刑事』の映画化中、千葉真一と深作を表敬訪問した平松伸二に「『ドーベルマン刑事』もいいんだが、この後に撮る『柳生一族の陰謀』ってのが、これまた面白くなりそうでねえ～！」と話しており、平松は「『ドーベルマン刑事』より、本作ばかりを熱く語っていた」と証言している。一緒に脚本を手掛けた野上龍雄や松田寛夫とも、「スムーズに執筆が進んだ」と深作は回想していた。徳川家光を吃音というキャラクターにしたのは「自身が吃音である野上のアイデア」と井上淳一は紹介しているが、松方弘樹は「弟の徳川忠長はいい男で、家光は人望がなく、風貌もよくないという設定なので、『顔に痣があり、吃音でやりたい』と深作監督に言うと、『おお、いいな』と乗ってくれた」と語っている。本作タイトルは岡田がつけた。

#### キャスティング

##### 主演
柳生十兵衛三厳には千葉真一を配役することは早々に決まった。深作欣二はかねてから戦後の娯楽時代劇に否定的で、いつの日か、東映調のチャンバラ映画ではなく、黒澤リアリズムとも違う、もっとテンポのあるアクション時代劇を作りたいという強い願望から「その期待に応えられる俳優は千葉真一、ただ一人しかない」と見定めていた。後年、深作は千葉の柳生十兵衛を「いきなり時代劇をやったが、成果を上げて良かった」と評している。千葉にとって十兵衛は十八番の一つになり、#テレビ映画、『柳生あばれ旅シリーズ』、『魔界転生』、『柳生十兵衛 魔界転生』と演じていく。
もう一人の主人公である柳生但馬守宗矩は「時代劇を復活させるためにも、（東映時代劇）黄金期のスターである萬屋錦之介にしたい」と日下部五朗は望んでいた。高岩淡も久々の時代劇であることから萬屋の出演を切望。深作欣二は脚本を作り始めてしばらくしてから、岡田茂に宗矩の配役を相談した際に「歌舞伎の流れを汲んでいるし、後援会がしっかりしている」と萬屋を推薦されたと述べている。岡田は中村プロがうまくいかない萬屋から出演を迫られ、そのとき本作を当てがったと証言している。日下部は萬屋と面識がなかったので、萬屋の『一心太助』から付き合いのある高岩が交渉。東映時代に絶対的なヒーローばかり演じてきた萬屋が、ダーティーな役を引き受けてくれるか不安だった日下部は、断られた時の代役に仲代達矢、仲代がダメなら鶴田浩二を想定していた。しかし萬屋は東映を離れてから他の重役が冷たかったのに対し、高岩の以前と変わらず暖かく接してきた態度に感謝し、高岩のオファーなら喜んで受けると快諾。12年ぶりに復帰する萬屋を京撮は喜んで迎え入れた。萬屋が宗矩を演じるのは1971年の『春の坂道』に続く二度目で、1982年の『柳生新陰流』でも演じた。
萬屋錦之介と千葉真一が上記主演した作品以外でも、彼らは宗矩と十兵衛で出演している（ ⇒ #関連項目）。

##### 助演
深作欣二は時代劇でも現代劇的な要素を持ったトーンを狙い、新感覚の時代劇とするため、芦田伸介・金子信雄・西郷輝彦・高橋悦史ら、現代劇を中心に活躍する俳優を多くキャスティングした。
日下部五朗は東映にとって久々の時代劇映画だから、オールスターキャストで超大作という目論見があり、山田五十鈴を帝国劇場に訪ねて出演依頼をすると、「東映には昔、随分と世話になったし、出番は少なめで」という条件で受けてもらった。出雲の阿国には、初め吉永小百合へオファーしていた。しかし吉永から三浦友和を相手役に要求され、三浦が所属していた東宝と交渉するものの、東宝の了解を得られず、吉永の出演は流れた。
製作発表前に読売新聞は、坂東玉三郎には『雪之丞変化』のような忍者を演じてもらう、他には大川橋蔵・片岡千恵蔵・北大路欣也・京マチ子・佐久間良子・三田佳子らにオファーしていると報道していた。実際の製作発表会見では、貼り出された出演者一覧に大滝秀治・三國連太郎・山城新伍もあった。結果的にこれらの俳優は出演していないが、日下部は「ほぼ狙い通りの大キャスティングができた」と述べている。

#### 撮影
かつて「時代劇の東映」と云われた、黄金期の京撮さながらに豪華なセットがしつらわれて、衣裳なども取って置きの物が用意された。膨大な製作費の捻出のため東映太秦映画村との共同で製作された。京都の時代劇を残していきたい、復興させたいという活動屋たちの情熱の全てが、この作品に注がれていた。
殺陣を担当する東映剣会は12年ぶりの時代劇ということもあり、上野隆三・菅原俊夫・土井淳之祐・三好郁夫で場面場面の殺陣を競い合うことを提案。深作欣二も賛成したが予算の兼ね合いで、菅原が柳生十兵衛の殺陣を、上野が大掛かりな乱闘シーンを担当することになった。千葉真一と空手映画から付き合いが深かった菅原は千葉の身体能力を活かしながらも、政治抗争劇の主軸から外れぬ範囲の殺陣を基本とした。十兵衛はオリンピック選手を超越したような忍者の動きや戦いをするものの、剣の鋭さをあくまでも主とし、これらはワイヤーアクションやトランポリンを使って作り上げていく。千葉は本作で20mの崖から川へ飛び込むスタントをしているが、アクション監督として参画した1989年の『将軍家光の乱心 激突』ではこのスタントをアレンジして再現している。一方の上野は『仁義なき戦い』以来続いてきた深作とのコンビで、集団の戦闘である戦（いくさ）を激しい絵で仕上げていった。
入念に演出する深作欣二は「萬屋錦之介がひとりで廊下を歩くだけのシーン」を7回リテイクし萬屋と衝突。歌舞伎さながらの時代がかかった萬屋の台詞回しは、松平伊豆守の高橋悦史が肩の力を抜く現代的なセリフ回しをしていたのと対照的に、萬屋の作り込み具合は浮いていた。録音技師の溝口正義が深作に「これでいいんですか？」と耳打ちをし、深作は「もっと現代劇に近づけるやり方はないでしょうか」と萬屋に伝えたが、「他の方は知りませんが、私はこれでやらせていただきます」と返答される。時代劇経験が豊富な萬屋には、本作の無慈悲な陰謀劇は面白くもあれ、滑稽でもあり、普通に演じたら映画全体が失敗すると感じており、監督に逆らい、陰惨な所業を司る自分を笑い飛ばしてくれと言わんばかりの過剰すぎる一世一代の大見得芝居を貫き通した。深作は日下部五朗に「萬屋を降ろしたい」と相談するが、「これまで巨匠と云われた田坂具隆・内田吐夢・伊藤大輔が萬屋を使いこなしてきた。現在の巨匠である深作欣二にもできる」と逆に諭された。深作は梃子でも動かない萬屋の演技を言及することはなく、どう活かすか切り換えていく。萬屋の演技はラストの「夢でござ〜る！」への逆算で、このシーンだけ歌舞伎さながらの台詞は観客の心を動かさないと考えての布石だった。その狂気の熱演に深作も「OK!」と叫び、返す刀で日下部に謝意を示していた。この台詞は流行語になったが、萬屋の台詞回しはさほど違和感が無いと評されている。

#### 予算
当初は京撮から1億円と東映太秦映画村の二周年記念事業として1億円の計2億円を準備したが、『週刊文春』と『ロードショー』は7億円、『キネマ旬報』では製作総原価7億5000万円、中川右介は製作総原価（製作費＋P&A費）を9億7000万円、と文献により金額は異なるが、最終的に7億円以上を費やされた。
京撮はテレビ時代劇を量産していた装置を活用するつもりだったが、映画とテレビでの画幅の違いで流用できなかった。2年前の映画村開村の際に倉庫にしまってあった、トラック16台分の時代劇装置を破棄しており、衣装・美術品もほとんど処分されていたため、柱から畳一枚に至るまで新調した。江戸城大広間400畳の座敷を再現するのは現代の畳とサイズが違い全て特注、一枚8万円。武士の服装は草鞋を含み、カツラと鎧合わせて一人約35万円。江戸城にふさわしいヒノキを使ったセットも必要で、ロケもかつてのように太秦近辺で撮れないので、滋賀県の山奥で撮影。馬を集めるのも難しく、借り賃は時代劇全盛期の10倍かかり、出費がかさんだ。俳優のギャラは約1億円。「馬一頭借りるのに一日5万円」、「時代劇は金がかかる。だからこそ、予算のチェックは厳重にやらなあかん」と連日、岡田茂はそろばんで計算し。京撮の製作部長に戻ったような小心翼々ぶりだった。人気スターはほとんど東京に居を構えていたため、京撮までの新幹線交通費と宿泊代がうち3000万円。節約の対象はスター俳優以外の人件費に向けられた。

### 興行
国内では初日に銀座で雪が降っていたものの、東映会館を囲む観客の列は三回りに達していた。前夜から眠れなかった岡田茂は「時代劇は当たらないという映画界のタブーを破ることができた」と喜んでいた。沈滞ムードだった京撮にも活気が蘇った。時代劇はリスクが高いため、太秦映画村で当たった利益の半分を製作費に注ぎ込み税金対策とするつもりが、ヒットしすぎて税金対策にならなかった。
ネット配信では「東映時代劇YouTube」の登録者15万人を記念して、2022年4月10日から同年同月17日まで期間限定無料配信が行われた。

### 影響
サミュエル・L・ジャクソンは『アベンジャーズ』で扮した片目にアイパッチの役柄について、「キャラクターの名前は忘れてしまったんだけれど、ソニー千葉（千葉真一）が昔演じたアイパッチのサムライは少し参考にしたね。彼は親しい友人だし、タフガイを演じる時にはいつも彼の演技を参考にさせてもらっているんだ。カリスマ的な存在感のある、最高にクールな俳優だと思うよ」と答えている。秋山幸二は「あなたにとってサムライとは？」という問いに「千葉真一の柳生十兵衛だな。生きるか死ぬか究極の真剣勝負というイメージがいいな」と話した。
深作健太は「僕が初めて太秦の東映京都撮影所に行ったのは5歳ぐらいのときで、柳生十兵衛の格好をした千葉真一さんや大部屋の俳優さんたちにお会いした。撮影所はなんて楽しいところなんだと子ども心に感じ、大人になったらこの世界で仕事をしたいと初めて思った。完成した『柳生一族の陰謀』は初めて観た親父の映画で、撮影所で遊んでくれていた千葉さんや真田広之さんたちがスクリーンの中で輝いていることに感動した。親父にとっても初めての本格的な時代劇映画で、ものすごい意気込みで臨んでいたと思う。今、観ても俳優さんの層が信じられないほど厚い」と振り返っている。
アン・ホイは大きな影響を受けた映画に『ワイルドバンチ』、『七人の侍』とともに本作を挙げている。

### 逸話
製作発表は主演の萬屋錦之介・千葉真一、助演のキャスト、監督の深作欣二、社長の岡田茂らが出席し、東映本社で1977年9月に開かれたが、通常の記者会見と比べ、芸能リポーターやカメラマンが多かった。これは出演者の松方弘樹が仁科明子との不倫を取り沙汰されて以来、公の場に現れたためである。質疑応答が松方の番になると、本作より仁科との関係を尋ねる質問が相次いだ。会見が終わると松方は一目散にエレベーターに飛び乗るが、取材陣も殺到し、8階から1階までの降下中、松方を質問攻めにした。東映は萬屋の特別会見場を用意していると繰り返し呼びかけたが、松方を追いまわす芸能リポーターには届かず、用意した部屋は閑散としていた。
国内公開初日を大入りで迎えることができ、打ち上げの宴席で萬屋は席を外し、自分の母へ泣きながら電話をしていた。その場に岡田もいて、萬屋と岡田は抱き合っていた。かつて組合闘争で敵味方となり、袂を分かった関係だったが、映画の大成功により二人は恩讐の彼方であった。
大島渚は1987年5月8日に文芸坐ル・ピリエで開催された「大島渚シンポジウム」にて、本作は萬屋錦之介の情熱が観客動員に繋がったと評している。
2001年の正月、所用でロサンゼルスに滞在していた深作はクエンティン・タランティーノの自宅に招待され、ニュープリントとドルビーに修正して映写されている本作を観賞し、「手間味噌ながら、（本作の）迫力と面白さを再認識した」と述べている。

### サウンドトラック
1978年にLPレコードで発売された。
2018年に本編使用楽曲の全曲収録に加え、1978年のTVドラマ版の音源を加えた2枚組の最終盤として商品化。ベテランエンジニアによる、マスターテープを使用した初の全曲デジタルリマスタリング。未発表曲も追加収録した、公開40周年記念・最終盤としてCD化された。

#### 収録曲（1978年版）
- Side:A

1. 柳生一族のテーマ
2. 暗雲
3. 暗殺
4. 白刃一閃
5. 陰謀

- SIde:B

1. 家光と忠長
2. 根来一族
3. 城下の襲撃
4. 大奥雪之丞
5. ハヤテとマンのテーマ
6. 黄瀬川の策略
7. 開城
8. 悪夢

#### 収録曲（2018年版）
- Disc1

1. メイン・タイトル (M1)
2. 暗雲~霊廟に躍る影 (M2、M3)
3. 家光と但馬守 (M4)
4. 柳生ノ庄~ハヤテとマン (M5、M6)
5. 家光と忠長 (M8)
6. 根来一族~ハヤテとマン (M9、M10A)
7. 駿府城下、浪人の群れ~襲撃・烏丸少将文麿~茜の決意 (M12、M13、M14)
8. 玄信斎の挑戦~大奥雪之丞~ハヤテとマン (M15T5、M16T2、M17)
9. 身延道~茜の死 (M17AT2、M17BT2)
10. 御所の烏丸少将文麿~十兵衛恐るべし~家光上洛 (M18、M19、M20AT2)
11. 黄瀬川の策略 (M21)
12. 謀ったな家光!~忠臣の最期~配流されし忠長 (M22T2、M23)
13. 根来衆惨殺~虚無 (M24、M25T4)
14. 但馬守と玄信斎の対決~三代将軍の座 (M26T2、M27)
15. 悪夢 (M28)
16. ボーナストラック - 未使用曲集 (M10T2、M11、M27)
17. 柳生一族のテーマ
18. 暗殺
19. 白刃一閃
20. 家光と忠長
21. 根来一族
22. 城下の襲撃
23. 大奥雪之丞
24. ハヤテとマンのテーマ
25. 悪夢

※17から25は『柳生一族の陰謀』オリジナル・サウンドトラックレコードより抜粋
- Disc2

1. オープニング (オープニング)
2. メインテーマ (M1テーマ95秒)
3. 柳生一族 (M7、M14、M16)
4. 旅路 (M51T2、M23)
5. 包囲陣 (M5、M6)
6. 権力者 (M22、M37)
7. 忍びの衆 (M63、M33、M27)
8. 刺客 (M21、M15)
9. 攻防 (M13、M53)
10. 悲しみ深く (M67、M28)
11. 安らぎと喜び (M12、M8)
12. 陰謀 (M52、M29、M17)
13. 呪詛 (M60、M65)
14. 罠 (M57、M58)
15. 掟 (M35、M25)
16. 幻惑 (M59、M38)
17. 苦渋 (M24、M26T2)
18. 静寂 (M56)
19. 荒野を渉る (M55、M39)
20. 悲哀 (M54、M62)
21. 激戦の嵐 (M2、M4)
22. 対決 (M3T2、M11)
23. 戦いのあと (M30T2、M31)
24. メインテーマ (クロージング) (M1テーマ)

## テレビ映画
主演・千葉真一、制作：KTV・東映。千葉の他、志穂美悦子・成田三樹夫・高橋悦史が同じ役柄で引き続き出演。それ以外のキャスティングは大幅に入れ換え、矢吹二朗・真田広之・萬屋錦之介・梅津栄・金子信雄・丹波哲郎・工藤堅太郎らは異なる役柄で出演した。

### ストーリー（テレビ映画）
二代将軍徳川秀忠の死後、息子たち・徳川家光（兄）と徳川忠長（弟）は跡継ぎを巡って血肉の争いをし始める。家光の剣法指南をしていた柳生宗矩は長男・柳生十兵衛を呼び寄せ、江戸の柳生一族は家光側に加勢。彼らの体を張った奮闘もあり、家光は三代将軍に就任した。その功労者である十兵衛や宗矩らの力を恐れた松平伊豆守は保身のため、あくまでも剣法指南役のみに留めて幕閣へ参政させない。一方、家光・忠長の争いで徳川幕府の分断を図った烏丸文麿は、今だ幕府を倒すことをあきらめておらず、暗躍し続ける。
烏丸少将以外にも幕府転覆を画策する豊臣の遺臣や、取り潰しされた大名の家臣から反幕府勢力となった浪人衆など次々と現れ、幕府に戦いを挑んできた。伊豆守は閑職に追いやっていた十兵衛や宗矩を再び利用し、反幕府勢力の殲滅を目論む。十兵衛とその配下である裏柳生衆たちは、命ぜられるままに立ちはだかる敵を次々と倒していくが、十兵衛は徐々に幕府の政に疑問を抱いていた。これはそれまで強い信頼で結ばれていた十兵衛と宗矩の関係にも歪が生じていくこととなり、やがて事件により十兵衛と宗矩は対立するようになる。一人娘の茜はその関係に悩み、板ばさみになるが、同時に茜は十兵衛に恋心が芽生え始めていた。
荒木又右衛門の一件以降、十兵衛は柳生家を出て行ってしまう。それでも宗矩は十兵衛の心情を理解し、放任していた。しかし伊豆守が、幕府の闇の仕事を一手に引き受けていた十兵衛を危険人物とみなし、「抹殺しろ」と宗矩に命じたことから、柳生一族の存亡を懸けて十兵衛と宗矩は望まぬ対決に向かっていくこととなる。

### キャスト
※ ( ) の数字は登場話数で、無しは全話出演

#### レギュラー（セミレギュラー含）
柳生家
- 千葉真一 - 柳生十兵衛

- 山村聡  - 柳生宗矩
- 志穂美悦子 - 柳生茜 (1 - 9, 12 - 16, 18 - 21, 24 - 27, 30, 32 - 39)
- 目黒祐樹 - 柳生左門 (1 - 9, 11 - 12, 14, 16[注釈 8], 17 - 20, 22 - 25, 28, 30 - 34, 36 - 39)
- 島英津夫 - 柳生又十郎 (1 - 8, 12, 14, 18, 22, 34, 36, 39)
- 原健策[注釈 9] ： 弥助 (34, 36)

根来衆
- 多岐川裕美 - 阿国 (1 - 2, 7)
- 小池朝雄 - 根来左源太 (1 - 2）

裏柳生
- 矢吹二朗 - フチカリ (1 - 15, 17 - 39)
- 春田純一 - ハヤテ (1 - 15, 16[注釈 10], 17 - 25, 27 - 39)
- 岡本ひろみ - マン (1 - 2, 4 - 6, 16[注釈 10])
- 福本清三[注釈 11] - 黒丸 (1 - 2)、キタノ (6, 10 - 12, 14 - 15, 17, 19, 21, 23, 25, 27 - 29, 32 - 33, 38 - 39)
- 高橋健二[注釈 12] - ツヅレ (4 - 12, 14 - 15, 17, 19)
- 斎藤一之[注釈 13] - クロメ (4 - 12, 14 - 15, 17 - 25, 27 - 29, 33, 38 - 39)
- 吉田しのぶ - ラン (6 - 9, 11 - 12, 14, 17 - 18, 19[注釈 8], 20 - 22, 27, 29, 31 - 32, 36, 39)
- 真田広之[注釈 14] - 佐助 (27, 29 - 39)

徳川幕府
- 田村亮 - 徳川家光 (1 - 4, 8, 10, 12, 14, 39)
- 高橋悦史 - 松平伊豆守 (1 - 3, 5 - 7, 9, 11 - 12, 14, 18, 24, 29)

京都公家
- 成田三樹夫 - 烏丸文麿 (1 - 4, 14, 16, 24, 36)

ナレーター
- 内藤武敏 (1 - 19, 22)
- 鈴木瑞穂 (20 - 21, 23 - 39)

#### 複数話ゲスト
- 西田健 - 徳川忠長 (1 - 3)
- 岡田茉莉子 - 春日局 (1, 3 - 4)
- 山本昌平 - 服部半蔵 (1 - 3)
- 木暮実千代 - お江与 (1 - 3, 6)
- 渡辺文雄 - 酒井備後守 (1 - 3)
- 山城新伍 - 三条実条 (1 - 3)
- 南原宏治 - 小笠原玄信斎 (2 - 3, 12)
- 高原駿雄 - 九条道房 (3, 6)
- 三浦真弓 - 水江 (15, 39)
- 加賀邦男 - 土井大炊頭 (18, 30)
- 佐藤蛾次郎[注釈 15] - 角野彦三郎 (27, 33, 37 - 38)
- 穂高稔 - 耕蔵 (27, 29)
- 松村康世 - お米 (27, 29)
- 三浦リカ - 中宮和子[注釈 16] (29, 31, 36)
- 北川たか子 - 佐和 (29, 31)
- 島村昌子 - 小宰相局 (29, 31, 36)

### エピソードリスト
※ゲストはクレジットタイトルに役名表記された出演者のみ記載。複数話を同じ配役で出演した場合は#複数話ゲストを参照。
| No. | 放映日         | サブタイトル             | 監督     | 脚本                  | ゲスト |
| --- | -------------- | ------------------------ | -------- | --------------------- | --- |
| 1   | 1978年 10月3日 | 将軍毒殺                 | 深作欣二 | 野上龍雄              | 真田広之（服部兵馬）、萬屋錦之介（徳川義直） |
| 2   | 10月10日       | 美女のいけにえ           | 松尾昭典 | 野上龍雄 志村正浩     | 片桐夕子（尼寺の庵主）、北上弥太朗（阿部正次） |
| 3   | 10月17日       | 駿府の黒い影             | 池広一夫 | 野上龍雄 志村正浩     | 天津敏（天野刑部）、小田部通麿（片禿）、伊吹吾郎（別木庄左衛門） |
| 4   | 10月24日       | 大奥の妖女               | 池広一夫 | 志村正浩              | 早川絵美（千早）、島田歌穂（ぬい）、原ひさ子（照月尼）、阿井美千子（滝川）、睦五郎（鬼火竜軒） |
| 5   | 10月31日       | 人質救出指令             | 鷹森立一 | 志村正浩              | 小林稔侍（赤井半四郎）、力石考（村雨陣十郎）、青木義朗（大野木弾正）、遠藤太津朗（三浦志摩守） |
| 6   | 11月7日        | 根来忍者は死なず         | 池広一夫 | 山田隆之              | 山科ゆり（峯丸）、久永智子（和子）、梅津栄（中院通村）、石橋雅史（大密寺黒玄） |
| 7   | 11月14日       | 悪霊の城                 | 松尾昭典 | 中村努                | 中村光輝（保科正之）、遠藤真理子（薫）、原口剛（角倉主馬）、中丸忠雄（柳生新十郎） |
| 8   | 11月21日       | 女豹の肌                 | 松尾昭典 | 下飯坂菊馬            | 野平ゆき（美里）、内田稔（司長舟）、本山可久子（松島）、西尾美栄子（須磨）、川村真樹（美津）、滝沢双（相模次郎）、伊達三郎（脇坂修理）、志乃原良子（越路）                                                                      |
| 9   | 11月28日       | 旗本の首領               | 池広一夫 | 中村勝行              | 早川雄三（大野主膳）、小林芳宏（加藤光正）、加藤和夫（中井半兵衛）、山岡徹也（堀田加賀守）、小池三四郎（琉球武芸者）、鈴木瑞穂（徳川頼宣）、金子信雄（大久保彦左衛門忠教）                                                      |
| 10  | 12月5日        | 血ぬられた婚礼           | 池広一夫 | 山田隆之              | 峰岸徹（秋山高之進）、市毛良枝（千春）、川合伸旺（土田播磨守）、北村英三（秋山三左衛門）、平泉征（稲垣竹次郎）、北原義郎（秋山忠良）、北川めぐみ（雪江）、本山可久子（松島局）                                                  |
| 11  | 12月12日       | 幻の混血美女             | 松尾昭典 | 山本英明              | 和崎俊哉（高力岩鬼）、サビーネ金子（コルネリア）、近藤宏（岩瀬将監）、稲葉義男（今井宗呑） |
| 12  | 12月19日       | 赤い花が死を呼んだ       | 黒田義之 | 中村努                | 大門正明（正木源四郎） |
| 13  | 12月26日       | 南海の女狐               | 黒田義之 | 野波静雄              | 江崎英子（お紺）、新海百合子（しのぶ）、橘麻紀（おつや）、森秋子（お万の方）、永野達雄（新納武蔵守）、牧冬吉（太吉）、唐沢民賢（白波屋彦右衛門）、国一太郎（加世田）、水島道太郎（伊集院頼母）                                  |
| 14  | 1979年 1月2日  | 魔性の館                 | 松尾昭典 | 中村努                | 西沢利明（阿闍梨）、酒井靖乃（ふく）、白井滋郎（小杉威一郎）、野際陽子（松坂の局）、酒井和歌子（千姫） |
| 15  | 1月9日         | 不倫の妖刀               | 牧口雄二 | 山田隆之              | 石橋蓮司（柳生連也斎厳包）、奈三恭子（遊女菊橋）、守屋俊志（炭屋清兵衛）、原健策（柳生厳勝）、五十嵐義弘（徳川信康） |
| 16  | 1月16日        | 夜霧に鬼女が笛を吹く     | 松尾昭典 | 山田隆之              | なべおさみ（鍋御門定春）、弓恵子（大御台依子）、清水めぐみ（お梅）、木村元（万里小路充房）、大泉滉（洞院実平）、人見きよし（一条頼房）、伊達三郎（出石南條）、藤巻潤（板倉周防守重宗）                                          |
| 17  | 1月23日        | 白い毒蜘蛛               | 牧口雄二 | 山田隆之              | 山本由香利（琴姫）、八木孝子（お勢以の方）、佐藤蛾次郎（弓削作之助）、永井秀明（土屋吉延）、井上真由美（遊女）、菅貫太郎（松平忠直）、香山武彦（清水房三郎）                                                                    |
| 18  | 1月30日        | 沈丁花は殺しの匂い       | 鷹森立一 | 大津一郎 志村正浩     | 中島ゆたか（稲富あや）、神太郎（音羽伝介）、田口計（輪海）、安藤一人（稲富雷蔵）、小田部通麿（喜兵衛） |
| 19  | 2月6日         | 髪の罠                   | 松尾昭典 | 志村正浩              | 田中浩（二階堂刑部）、小林かおり（小夜姫）、岩尾正隆（工藤市之進）、加藤嘉（伊達政宗） |
| 20  | 2月13日        | 花の吉原で何かが起こる？ | 工藤栄一 | 田中陽造              | 河原崎建三（丹後守正勝）、鹿内孝（今出川公冬）、清水彰（庄司甚内）、千うらら（誰が袖）、金沢碧（薫太夫） |
| 21  | 2月20日        | 夕焼けに恨みが残った     | 工藤栄一 | 志村正浩              | 川上夏代（落合徳）、荒砂ユキ（お紋）、天津敏（相良源之進）、丹波哲郎（落合丈之介） |
| 22  | 2月27日        | 地獄を見た女             | 鷹森立一 | 下飯坂菊馬 志村正浩   | 紀比呂子（おもん）、寺田農（神保小四郎）、深江章喜（神尾備前守）、汐路章（源造）、野口貴史（田所）、片桐竜次（佐伯）、小林稔侍（大戸池）                                                                                        |
| 23  | 3月6日         | 宮本武蔵の首を取れ！     | 黒田義之 | 中村努                | 工藤堅太郎（林外記）、藤岡重慶（堺屋太兵衛）、宮口二郎（町田）、溝田繁（鹿子木監物）、古見則彦（椿吉郎）、中尾ミエ（おえん）、天知茂（宮本武蔵）                                                                                |
| 24  | 3月13日        | 赤い薔薇には手を出すな   | 牧口雄二 | 大久保昌一良 志村正浩 | 中島葵（熊野太夫）、藤間文彦（小次郎） |
| 25  | 3月20日        | 禁じられた殺意           | 黒田義之 | 村尾昭                | 笑福亭仁鶴（仁平）、二宮さよ子（みね）、高野眞二（安藤弥九郎）、大木実（荒木又右衛門） |
| 26  | 3月27日        | 幽霊船と消えた三十人     | 松尾昭典 | 飛鳥ひろし            | 石橋雅史（中城真武仁）、田中綾（おしの）、千葉敏郎（伊村頼母）、丘みつ子（真鶴） |
| 27  | 4月3日         | 美女と野獣               | 牧口雄二 | 山田隆之              | 北村英三（徳兵衛）、ガッツ石松（藤倉真澄） |
| 28  | 4月10日        | 闇に光る眼               | 松尾昭典 | 山本英明              | 京春上（天秀尼）、岐邑美沙子（初音）、天本英世（風魔鬼藤太）、鳳啓助（小助）、中村竹弥（秦式部） |
| 29  | 4月17日        | 女忍の密書               | 牧口雄二 | 山田隆之              | 小野川公三郎（宇陀の烏）、桂三枝（三条兼枝） |
| 30  | 4月24日        | 生きていた影武者         | 黒田義之 | 結束信二              | 有吉ひとみ（弥生）、草薙幸二郎（石山主計）、霧島八千代（栄照尼）、須賀不二男（岩田半兵衛）、桑原征平（征兵衛）、江見俊太郎（能美佐左衛門）、舟木一夫（木下延由）                                                                |
| 31  | 5月1日         | 呪いの藁人形             | 黒田義之 | 山田隆之              | 絵沢萠子（雲奇）、川辺久造（板倉周防守）、大泉滉（洞院実平）、谷川みゆき（お菊）、松尾嘉代（蓮台さま） |
| 32  | 5月8日         | 姿なき敵                 | 志村正浩 | 飛鳥ひろし            | 佐野厚子（奈津）、日向明子（お澄）、北原義郎（米倉安芸守）、丘路千（満月重太夫）、ピーター（霞童子） |
| 33  | 5月15日        | 黒猫の恐怖               | 志村正浩 | 志村正浩              | 千田孝之（丑松）、西山辰夫（大西典膳）、唐沢民賢（三宅徳之進）、筑波健（野崎重蔵）、桜むつ子（おとら）、池玲子（おれん） |
| 34  | 5月22日        | やわ肌の秘密             | 松尾昭典 | 山田隆之              | 加山麗子（お仙）、山科ゆり（お久）、かわいのどか（お紺）、藤真琴（お千香）、広京子（お門）、石田信之（松下長綱）、伊沢一郎（西尾六角）、川合伸旺（奈垣の黒杖）、吉田豊明（多吉）、岩尾正隆（浪人 蜘蛛）、深作欣二（深海欣十郎） |
| 35  | 5月29日        | 亡霊は深夜にすすり泣く   | 松尾昭典 | 筒井ともみ            | 細川俊夫（土岐左近）、町田祥子（滝江）、原泉（柏木）、吉田義夫（長雲）、早川絵美（きく）、富山真沙子（美代の方）、有川正治（田坂喜三郎）、宮城幸生（祈祷師）、中村錦司（笹井）、志垣太郎（土岐頼政）、山本みどり（春乃）        |
| 36  | 6月5日         | 烏丸少将の最期           | 黒田義之 | 山田隆之              | 水島彩子（お与津御寮人）、志賀勝（亀小路勝房）、早川雄三（牧野佐渡守）、根岸一正（赤螢ノ法眼）、山口恵子（広沢局）、福田善晴（公家）                                                                                            |
| 37  | 6月12日        | 柳生家最大の危機         | 黒田義之 | 村尾昭                | 加藤和夫（中津将監）、増田順司（酒井山城守）、山村弘三（阿波屋清兵衛）、成瀬正（友田源三郎）、志茂山高也（須藤昌之進）、秋山勝俊（合力）、夏純子（おりょう）                                                                    |
| 38  | 6月19日        | 十兵衛を殺せ！           | 牧口雄二 | 志村正浩              | 田中浩（松倉重治）、鈴木康弘（多賀主水）、林寛子（天草四郎） |
| 39  | 6月26日        | さらば！柳生             | 牧口雄二 | 山田隆之              | 宮内洋（宮坂藤九郎）、永野達雄（酒井忠勝）、弘松三郎（井上政重）、青木義朗（柳生折堂） |

### テレビ時代劇として
劇場映画の大筋は第3話で終えるが、
- 徳川家光が城中で刺客に襲われる（第4話）
- 根来衆の虐殺（第6話）

に盛り込まれている。
登場人物の設定・役割は
- 十兵衛が隻眼になった所以
- 温厚な一面を持つ柳生但馬守宗矩
- 阿国の出自や十兵衛への想い
- 松平伊豆守信綱は宗矩・十兵衛ら江戸柳生の力に脅威を抱き、幕政に参画させず、冷遇
- 映画での土井大炊頭利勝の役割は、連続ドラマでは酒井備後守忠朝
- 名護屋山三郎は現れない

などが変更された。
第4話以降、出雲阿国・家光・柳生左門友矩・柳生茜・根来衆・烏丸少将文麿らも引き続き登場し、「裏柳生」の十兵衛・根来衆と「表柳生」の父・宗矩、次男・左門、三男・又十郎宗冬、長女・茜らが反幕府勢力を倒していく物語は千葉真一の企画が反映されている。脚本家の一人である山田隆之は十兵衛を深く研究して執筆しており、原則一話完結だが、次に繋がる展開や反幕府勢力の正義も描かれた。
劇場映画では凄惨な権力抗争とそれに巻き込まれるようにぶつかり合う十兵衛・但馬守親子の相克が描かれているものの、テレビ映画である本作では父と子の温かい信頼関係に包まれている。映画では権謀術数に長け、マキャベリストの父も、萬屋錦之介ではなく山村聡が演じたため、優しく息子の活躍を見守る好々爺という風情になっていた。この変更に千葉真一は当初賛同しなかったが、アクションシーンを千葉の思い通りにするという交換条件で折り合いをつけた。テレビ時代劇と映画両方に参画しているプロデューサーの松平乗道は「全39話の長丁場を持たすため、アットホームな雰囲気が必要だった」と説明している。
オープニングでは十兵衛が裏柳生の生き様を語る『裏柳生口伝』が流れる。
| 「 | 裏柳生口伝に曰く、戦えば必ず勝つ。此れ兵法の第一義なり。人としての情けを断ちて、神に逢うては神を斬り、仏に逢うては仏を斬り、然る後、初めて極意を得ん。斯くの如くんば、行く手を阻む者、悪鬼羅刹の化身なりとも、豈に遅れを取る可けんや。 | 」 |

2003年のアメリカ映画『キルビル』ではこの口伝が使われている。

### スタッフ（テレビ映画）
※ ( ) の数字は担当話数で無しは全話担当。監督・脚本はエピソードリストを参照。
- 企画 - 伊藤敏彦（関西テレビ）・翁長孝雄（東映）
- プロデューサー - 岩崎義〈関西テレビ〉・松平乗道・杉本直幸 (1 - 17, 19) ・牧口雄二・奈村協 (18, 20 - 39)〈東映〉
- 音楽 - 津島利章
- 撮影 - 中島徹 (1 - 2, 5 - 6, 26, 28) ・森常次 (3 - 4) ・羽田辰治 (7 - 8, 30 - 31) ・藤原三郎 (9 - 10, 14, 16) ・赤塚滋 (11 - 13, 18 - 19, 22 - 23, 25) ・増田敏雄 (15, 17, 32 - 33) ・安達重穂 (20 - 21) ・北坂清 (24)・坂根省三 (27, 29, 34 - 35, 38 - 39) ・脇武夫 (36 - 37)
- 照明 - 中山治雄 (1 - 4, 26 - 29) ・若木得二 (5) ・増田悦章 (6, 12 - 14, 16) ・椹木儀一 (7 - 8, 20 - 21) ・林晴海 (9 - 10) ・金子凱美 (11, 15, 17 - 19, 22, 32 - 35, 38 - 39) ・前田満 (23, 25) ・狩野敬一 (24) ・岡田耕二 (30 - 31) ・加藤平作 (36 - 37)
- 録音 - 伊藤宏一 (1) ・野津裕男 (2 - 6, 11 - 14, 16, 19, 24, 26 - 29, 32 - 39) ・中沢光喜 (7 - 8, 20 - 21, 23, 25) ・矢部吉三 (9 - 10) ・荒川輝彦 (15, 17) ・溝口正義 (18, 22) ・渡部芳丈 (30 - 31)
- 美術 - 園田一佳 (1 - 2) ・井川徳道 (3 - 6, 9 - 17, 19, 30 - 35) ・宇佐美亮 (7 - 8) ・佐野義和 (18, 20 - 23, 25)  ・山下謙爾 (24, 26 - 29) ・吉村晟 (36 - 39)
- 編集 - 矢島稔之 (1 - 6, 11 - 19, 22, 24, 26 - 29, 32 - 39) ・鳥居勉 (7 - 10, 20 - 21, 23, 25, 30 - 31)
- 記録 - 田中美佐江 (1, 15, 17 - 18, 22) ・森村幸子 (2, 6, 14, 16, 20 - 21, 32 - 33) ・木村雪恵 (3 - 4) ・石田芳子 (5) ・野口多喜子 (7 - 8, 12 - 13) ・野崎八重子 (9 - 10) ・梅津泰子 (11, 19, 24, 26, 28) ・中野保子 (23, 25, 27, 29, 36 - 37) ・辻敬子 (30 - 31, 34 - 35, 38 - 39)
- 装置 - 野尻裕 (1 - 8, 11, 15, 17 - 19, 22, 24, 26 - 29, 32 - 35, 38 - 39) ・磯谷幸一 (9 - 10, 30 - 31, 36 - 37) ・稲田源兵衛 (12 - 14, 16) ・吉岡茂一 (20 - 21, 23, 25)
- 装飾 - 関西美工
- 助監督 - 斉藤一重 (1, 5) ・河村満和 (2, 6, 12 - 13) ・鈴木秀雄 (3 - 4, 24) ・古市真也 (7 - 8, 15, 17, 20 - 21) ・内沢豊 (9 - 10) ・藤原敏之 (11, 19, 32 - 33)  ・土橋亨 (16, 38 - 39) ・五大院将貴 (18, 22) ・西垣吉春 (23, 25, 30 - 31) ・俵坂昭康 (26, 28) ・依田智臣 (27, 29, 34 - 35) ・萩原将司 (36 - 37)
- 衣裳 - 佐々木常久 (1, 6 - 8) ・高安彦司 (2 - 5, 9 - 11, 18 - 19, 22, 24, 26, 28) ・森護 (12 - 14, 16) ・豊中健 (15, 17, 20 - 21, 23, 25, 27, 29, 32 - 37) ・岩逧保 (30 - 31, 38 - 39)
- 美粧・結髪 - 東和美粧
- 和楽監修 - 中本敏生 (1 - 22, 24, 26, 27 - 29, 30 - 39)
- 舞踊振付 - 藤間勘眞次 (1 - 2, 4, 7 - 8) ・藤間紋蔵 (15, 20 - 21, 24, 34 - 35) ・普久原朝喜 (26) ・掛川季之輔 (32, 37)
- 小道具 - 高津商会
- 擬斗 - 菅原俊夫〈東映剣会〉(1 - 11, 15, 17 - 39) ・土井淳之祐〈東映剣会〉(12 - 14, 16)
- 演技事務 - 森村英次 (1 - 4) ・西秋節生 (5 - 8) ・寺内文夫 (9 - 11, 15, 17 - 29, 38 - 39) ・藤原勝 (12 - 14, 16, 30 - 37)
- 進行主任 - 俵坂孝宏 (1 - 2, 24, 27, 29) ・管田浩 (3 - 5) ・野口忠志 (6, 12 - 13, 33) ・北村良一 (7 - 8, 23, 25) ・藤井雅朗 (9 - 10) ・山本吉應 (11, 14, 16, 19, 38 - 39) ・宇治本進 (15, 17) ・豊島泉 (18, 22, 26, 28) ・喜多外志之 (20 - 21) ・河野荘一 (30 - 31) ・西秋節生 (34 - 37)
- 現像 - 東洋現像所
- 武芸考証 - 初見良昭
- 題字 - 益川進
- 資料提供 - 後藤武夫 (30)
- 協力 - ソニーチバ エンタープライズ[注釈 6]・京都大覚寺 (2 - 3, 5, 7 - 11, 18, 20 - 22, 24, 27, 30 - 31, 34 - 37, 39) ・白浜御苑 (26) ・三段壁洞窟 (26) ・御殿場コザック乗馬会 (27) ・長崎 ささき企画 (38 - 39) ・ハーバーイン長崎 (38 - 39) ・ひぐち (38 - 39) ・雲仙観光協会 (38 - 39) ・島原市観光課 (38 - 39)
- 制作 - KTV・東映

### 制作
当初の予定話数だった全26話の総製作費は8億円。
初見良昭の武芸考証による柳生一族と根来衆ら集団戦闘を、千葉真一とジャパンアクションクラブ (JAC) がダイナミックかつアクロバティックに演じ、主人公が大勢の敵を斬る勧善懲悪のみの従来時代劇とは一線を画した作品になっており、千葉が演じた第11話「幻の混血美女」で竹をしならせての飛び降りや第27話「美女と野獣」で馬の脇腹に隠れての乗馬は、アクション監督として参画した1989年の『将軍家光の乱心 激突』でアレンジして再現されている。
第1話の監督に映画版を演出した深作欣二を起用し、制作費に3000万円以上を投じており、関西広域圏では20%前後の視聴率でトップクラスの人気を誇る裏番組『プロポーズ大作戦』を一気に追い抜いて、25.6%の視聴率を稼ぐ人気番組に躍り出た。関西テレビのプロデューサー・岩崎義は「関西好みの泥臭い内容を避けて、東京向きの洗練されたアクションで魅せる番組」を目指していたが、第1話が25.6%だった関西の視聴率に対し、関東では15.1%と、西高東低の結果となった。
松平乗道は本作に携わっている頃がプロデューサーとして最も充実した時期と振り返っており、松平を取材した春日太一は「このテレビ映画の完成度は高い」と評している。

### ネット配信
2022年3月1日から、『東映時代劇YouTube』の第1話と第2話が常時無料配信されている。

## スペシャルドラマ

### テレビ朝日版
2008年9月28日に30年ぶりに2時間のスペシャルドラマとしてリメークされ、『日曜洋画劇場』で放送された（視聴率は11.1%）。

#### キャスト（テレビ朝日）
- 柳生十兵衛 - 上川隆也
- 出雲の阿国 - 内山理名[90]
- 柳生左門 - 志村東吾
- 柳生又十郎 - 金児憲史
- 柳生茜 - 佐藤藍子
- 徳川家光 - 高橋和也
- 徳川忠長 - 石垣佑磨
- 崇源院於江与 - 藤真利子
- 松平伊豆守 - 国広富之
- 土井大炊頭 - 原田大二郎
- 春日局 - かたせ梨乃
- 尾張大納言義宣 - 小沢象
- 渡辺半蔵守綱 - 野村将希
- 左源太 - 寺島進
- 万 - 山口紗弥加
- 名古屋山三郎 - 高知東生
- 烏丸少将文麿 - 佐野史郎
- 三条大納言実条 - 火野正平
- 日野為房 - 石井愃一
- フチカリ - 長門裕之
- ヒラクチ - 中野英雄
- ハヤテ - 小林成男
- 松王 - 福本伸一
- 梅之介 - 菊池康弘
- 小春 - 渋谷めぐみ
- 小夏 - 島田佳子
- 天野刑部 - 片岡弘鳳
- 別木庄左衛門 - 真砂皓太
- 猿若雪之丞 - 津川鶫汀
- ナレーション - 石田太郎
- 柳生但馬守宗矩 - 松方弘樹
- 福本清三・今井喜美子・木谷邦臣・藤沢徹衛・小峰隆司ほか

#### スタッフ（テレビ朝日）
- プロデューサー - 田中芳之・山川秀樹・小林由幸
- 原案 - 野上龍雄・松田寛夫・深作欣二
- 脚本 - 岡本さとる
- 監督 - 山下智彦
- 音楽 - 大島ミチル
- ワイヤーアクション - 夏山剛一
- 技斗 - 清家三彦
- VFX - 佐藤敦紀 (Motor/lieZ)、キルアフィルム

### NHK版
NHK BSプレミアムの「スーパープレミアム」枠で映画を原案としてテレビドラマ化され、2020年4月11日の21時から22時29分に放送。主演は吉田鋼太郎。NHK BS4Kにて同年同月25日の19:30 - 20:59に放送された。

#### キャスト（NHK）
- 柳生宗矩 - 吉田鋼太郎
- 柳生十兵衛 - 溝端淳平
- 徳川家光 - 岡山天音
- 柳生茜 - 飯豊まりえ
- 阿国 - 森田望智
- 松平信綱 - 山田純大
- 烏丸文麿 - 波岡一喜
- 徳川忠長 - 荒井敦史
- ハヤテ - 佐野岳
- 徳川義直 - 高橋克実
- お福 - 美村里江
- 小笠原玄信斎 - 榎木孝明
- 土井利勝 - 宅麻伸
- 於江与 - 斉藤由貴
- 柳生主膳 - 奥野壮
- 柳生左門 - 笠松将
- 三条西大納言 - 金田明夫
- 九条道房 - 堀内正美
- 鳥居成次 ‐ 谷口高史
- 左源太 - 渋川清彦
- コウ - 香寿たつき
- マン - 北香那
- 奥深山新、水上竜士、細川純一
- 語り - 西郷輝彦

#### スタッフ（NHK）
- 原作 - 野上龍雄・松田寛夫・深作欣二
- 脚本 - 大石哲也
- 演出 - 西片友樹
- 音楽 - 中村康隆
- 時代考証 - 山本博文
- 殺陣 - 清家三彦
- アクション指導 - 辻井啓伺
- VFX - IMAGICA Lab.（佐々木宏）
- 制作統括 - 海辺潔（NHK）、榎本美華（東映）
- プロデューサー - 目黒正之（東映）

## 演劇

### 裏YAGYU〜奇説・柳生一族の陰謀〜
『裏YAGYU〜奇説・柳生一族の陰謀〜』のタイトルで2012年4月11日 - 4月15日にで開催された。千葉真一 Presents 裏YAGYU。本作は映画にオマージュを捧げ、世の中にある真実と虚構、表と裏、光と影に焦点を当て、人間の持つ心の強さを描いている。

#### キャスト（演劇）
- 柳生但馬守宗矩 - 大谷朗
- 大納言徳川家光 - 真島公平
- 駿河宰相徳川忠長 - 三浦孝太
- 出雲阿国 - 内田衣津子
- 柳生十兵衛 - 新井剣史
- 烏丸少将 - 小林大介
- 松平伊豆守 - 大島つかさ
- 三条大納言実条 - 松木威人
- フチカリ - 阿部朋矢
- 土井大炊頭 - 町田光
- 左源太 - 永田剛志
- 春日局 - 藤浪靖子
- 渡辺半蔵 - 長尾一広
- 崇源院 - 内野はとり
- 尾張中納言徳川義直 - 福井晋
- 柳生茜 - 佐々木美和
- 別木庄左衛門 - 小菅博之
- 柳生又十郎 - 合田賢治
- マン - 深華
- 柳生左門 - 木部哲
- 闇千代 - 神野千奈
- ハヤテ - 小山鉄平
- 柳生左門 - 尾上正宏
- 菊 - 東里
- 浪人 - 牧本泰山
- 雪路 - 天水朝子
- 万千代 - 白（ハク）
- ヒラクチ - 大槻祐介

#### スタッフ（演劇）
- 演出 - 山谷亨
- 脚本 - 春井環二
- 潤色 - 上野臆山
- 脚本協力 - 小林雄次
- 監修 - 西田真吾
- プロデューサー - 藤田宏
- キャスティングプロデューサー - 安藤実
- 協力プロデューサー - 阿部宏司
- 音楽 - KAZZ遠藤
- 音響 - 山本音響
- 照明 - 村山寛和 (MERCURY)
- 舞台監督 - 松木威人
- ダンス振付 - 結華レイナ
- 殺陣 - 新井剣史、工藤雅人
- 制作 - 藤浪靖子
- 宣伝美術 - 宮澤ななえ
- 製作 - JAX

### 新 柳生一族の陰謀
千葉真一 Presents 『新 柳生一族の陰謀』、2013年9月11日 - 9月16日。

#### キャスト（演劇2）
- 柳生十兵衛三厳 - 椿欣也
- 大納言徳川家光 - 長尾一広
- 松平伊豆守信綱 - 大島つかさ
- 春日局 - 本倉さつき
- 駿河宰相徳川忠長 - 合田賢治
- 土井大炊頭利勝 - 町田光
- 崇源院於江与 - 藤浪靖子
- 左源太 - 永友イサム
- ハヤテ - 藤本竜典
- マン - 天水朝子
- ハヤシ - 朝倉将人
- トン - 吉田玲子
- 紅之丞 - 武井希未
- 渡辺半蔵 - 小管博之
- 半蔵配下 - 秀山勝利
- 半蔵配下 - 長田有美
- 半蔵配下 - 佐々木翼
- 半蔵配下 - 小島美穂
- 烏丸少将文麿 - 徳留英人
- 九条関白道房 - 小宮凛子
- 三条大納言実条 - 白
- 安楽庵策伝 - 立川志らく
- 木村助九郎友重 - 山田清崇
- 柳生又十郎宗冬 - 松村正浩
- 柳生茜 - 春奈
- 柳生但馬守宗矩 - 新井剣史

#### スタッフ（演劇2）
- 脚本 / 演出 - 徳留英人
- 舞台監督 - 大石郁美
- 照明 - 龍野禎和（Lightshop Neo）
- 音響 - 山本美智子
- 宣伝美術 - 宮澤ななえ
- エグゼクティブプロデューサー - 藤田宏
- プロデューサー - 新井兼二
- 製作 - 株式会社JAX

## 派生作品

### 小説
映画公開と同時に、松永義弘による同名のノベライズ版が出版された。細かな人物設定に小説の独自色が表れているものの、大筋は映画と同じである。松永による続編『斬る 続 柳生一族の陰謀』も出版された。

### バラエティ
1979年1月1日、フジテレビ『新春かくし芸大会 第16回』の出し物で本作が放送された。

#### キャスト（バラエティ）
- 柳生十兵衛 - 沢田研二
- 柳生但馬守 - 五木ひろし
- 柳生又十郎 - 郷ひろみ
- 柳生茜 - 小柳ルミ子
- 根来左源太と右源太 - あのねのね

#### スタッフ（バラエティ）
- 殺陣 - 菊地竜志、菊地剣友会
- 作 - 前川宏司

### 漫画
柳生一族の陰謀1979年5月15日に植木金矢の作画によるコミカライズ作品が、芳文社より出版された。全1巻。

### コンピュータゲーム
- PC-8801 （1983年、東映ビデオ / CSK）

### パチンコ
- CR （2011年） - 千葉真一が柳生十兵衛三厳に扮している。